# Tim Kleindienst
Tim Kleindienst (Bad Muskau, 31 agosto 1995) è un calciatore tedesco, attaccante del Borussia M'gladbach e della nazionale tedesca.

## Caratteristiche tecniche
È ambidestro, Kleindienst è un attaccante che usa bene gli spazi liberi, preparato dal punto di vista tecnico, gioca come punta centrale, sa prestarsi anche come ala destra. Abile nel calciare su penalty, esprime le sue abilità realizzative dalla media distanza, merito anche delle sue capacità di posizionamento, inoltre è un ottimo colpitore di testa

## Carriera

### Club

#### Gli inizi
Cresciuto nelle giovanili dell'Energie Cottbus, Tim Kleindienst fa il suo esordio in prima squadra durante la stagione 2013-14, in 2nd Bundesliga.
Nel 2015 Kleindienst passa al Friburgo, con cui ottiene la promozione in massima serie tedesca e nelle cui trafile rimane fino al 2019, a parte una parentesi in prestito all'Heidenheim durante la stagione 2016-17. Con i Grifoni ha anche giocato 2 partite nella UEFA Europa League 2017-2018.

#### Affermazione all'Heidenheim e parentesi al Gent
Nel 2019 Kleindienst viene acquistato dall'Heidenheim, facendo cosi ritorno nel club rossoblu, e in 2nd Bundesliga, dopo 2 anni. Nel corso della stagione 2019-20 diventa capocannoniere della squadra, con ben 14 reti segnate in 27 partite, contribuendo al raggiungimento del 3° posto in classifica e quindi la possibile promozione in Bundesliga tramite playoff. Purtroppo l'Heidenheim verrà sconfitto nella doppia sfida con il Brema, non riuscendo così ad ottenere la promozione.
Nel 2020 Kleindienst passa al Gent, in Pro league, rimanendo in tale club per metà della stagione 20-21, per poi fare ritorno per la terza volta all''Heidenheim a inizio 2021, in prestito.
A giugno 2021 Kleindienst viene acquistato a titolo definitivo dall'Heidenheim, di cui si dimostra essere un giocatore chiave grazie ai suoi gol, laureandosi capocannoniere del club per ben 3 stagioni di fila. In particolare, nel corso della stagione 2022-23 ottiene con la sua squadra la promozione in Bundesliga (la prima nella storia del club rossoblu) grazie alla vittoria della 2nd Bundesliga 2022-23, maturata anche grazie ai 25 gol dell'attaccante. In Bundesliga 2023-24 l'Heidenheim si rivela essere la vera sorpresa del campionato, riuscendo ad ottenere, anche grazie ai 12 gol di Kleindienst, l'ottavo posto in classifica, che vale un pass per gli spareggi della Conference League 2024-2025.

#### Borussia M'gladbach
Il 1º luglio 2024 Kleindienst passa al Borussia M'gladbach. Esordisce con la sua nuova squadra il 17 agosto, partendo titolare nella partita contro l'Erzgebirge Aue, valevole per il primo turno della DFB-Pokal 2024-25. Il 23 agosto l'attaccante parte titolare anche nella prima giornata di Bundesliga 2024-25, contro il Bayer Leverkusen, campione di Germania, occasione nella quale segna anche il suo primo gol con i Fohlen. Il 10 maggio 2025, in occasione della partita di campionato contro il Bayer Monaco, subisce un infortunio al ginocchio che lo costringe ad allontanarsi dai campi per diversi mesi. Kleindienst, comunque, chiude la sua prima stagione in maglia bianconeroverde con un bottino di 16 gol, risultando il marcatore più prolifico della sua squadra e il quinto in assoluto di tutto il campionato.

### Nazionale
Il 3 ottobre 2024 viene convocato per la prima volta dalla nazionale maggiore, con cui ha esordito otto giorni dopo nella sfida vinta in casa della Bosnia ed Erzegovina valevole per la Nations League (1-2). Nel ritorno della sfida contro i bosniaci (vinta 7-0 dai tedeschi) va a segno per la prima volta con la massima selezione teutonica realizzando una doppietta,segna un gol anche contro l'Italia vincendo per 2-1.

## Statistiche

### Cronologia presenze e reti in nazionale
| Cronologia completa delle presenze e delle reti in nazionale ― Germania | Cronologia completa delle presenze e delle reti in nazionale ― Germania | Cronologia completa delle presenze e delle reti in nazionale ― Germania | Cronologia completa delle presenze e delle reti in nazionale ― Germania | Cronologia completa delle presenze e delle reti in nazionale ― Germania | Cronologia completa delle presenze e delle reti in nazionale ― Germania | Cronologia completa delle presenze e delle reti in nazionale ― Germania | Cronologia completa delle presenze e delle reti in nazionale ― Germania |
| Data                                                                    | Città                                                                   | In casa                                                                 | Risultato                                                               | Ospiti                                                                  | Competizione                                                            | Reti                                                                    | Note                                                                    |
| ----------------------------------------------------------------------- | ----------------------------------------------------------------------- | ----------------------------------------------------------------------- | ----------------------------------------------------------------------- | ----------------------------------------------------------------------- | ----------------------------------------------------------------------- | ----------------------------------------------------------------------- | ----------------------------------------------------------------------- |
| 11-10-2024                                                              | Zenica                                                                  | Bosnia ed Erzegovina                                                    | 1 – 2                                                                   | Germania                                                                | UEFA Nations League 2024-2025 - 1º turno                                | -                                                                       |                                                                         |
| 14-10-2024                                                              | Monaco di Baviera                                                       | Germania                                                                | 1 – 0                                                                   | Paesi Bassi                                                             | UEFA Nations League 2024-2025 - 1º turno                                | -                                                                       | 82’                                                                     |
| 16-11-2024                                                              | Friburgo in Brisgovia                                                   | Germania                                                                | 7 – 0                                                                   | Bosnia ed Erzegovina                                                    | UEFA Nations League 2024-2025 - 1º turno                                | 2                                                                       |                                                                         |
| 19-11-2024                                                              | Budapest                                                                | Ungheria                                                                | 1 – 1                                                                   | Germania                                                                | UEFA Nations League 2024-2025 - 1º turno                                | -                                                                       | 80’                                                                     |
| 20-3-2025                                                               | Milano                                                                  | Italia                                                                  | 1 – 2                                                                   | Germania                                                                | UEFA Nations League 2024-2025 - Quarti di finale                        | 1                                                                       | 46’                                                                     |
| 23-3-2025                                                               | Dortmund                                                                | Germania                                                                | 3 – 3                                                                   | Italia                                                                  | UEFA Nations League 2024-2025 - Quarti di finale                        | 1                                                                       | 79’                                                                     |
| Totale                                                                  |                                                                         | Presenze                                                                | 6                                                                       |                                                                         | Reti                                                                    | 4                                                                       |                                                                         |

## Palmarès

### Club

#### Competizioni nazionali
- Campionato tedesco di seconda divisione: 2

Friburgo: 2015-2016
Heidenheim: 2022-2023

### Individuale
- Capocannoniere della 2. Fußball-Bundesliga: 1

2022-2023 (25 reti)